# Otto Virgin
Otto Wilhelm Virgin, född 21 februari 1852 i Stockholm, död 26 januari 1922 i Stockholm, var en svensk generalmajor och Sveriges lantförsvarsminister 1903–1905.

## Biografi
I likhet med sina närmaste förfäder valde Virgin den militära banan och utnämndes 1870 till underlöjtnant vid Västmanlands regemente, varifrån han 1873 transporterades till Vendes artilleriregemente, där han 1875 befordrades till löjtnant och 1884 till kapten. Han var artilleristabsofficer 1879–1892. Åren 1891–1892 var Virgin ledamot av bestyckningskommittén och 1893–1894 av artillerikommittén samt blev 1892 ledamot av Krigsvetenskapsakademien. Han blev major i armén år 1894, 1895 blev han major även vid Norrlands artilleriregemente och 1896 vid Vendes artilleriregemente, där han 1897 blev överstelöjtnant.
Virgin blev överste i armén redan följande år. År 1899 blev han överste och chef för Andra Göta artilleriregemente och 1902 för Första Svea artilleriregemente. År 1903 blev Virgin statsråd och chef för lantförsvarsdepartementet och samma år generalmajor i armén. Han avgick samtidigt som övriga medlemmar av den Ramstedtska ministären den 2 augusti 1905. Efter sin avgång ur statsrådet återgick Virgin till chefskapet för sitt regemente.
Otto Virgin var son till kaptenen Otto Birger Theodor Virgin och Clara Henrika Lagergren. Han gifte sig år 1875 med Sigrid Elisabet Lovisa von Knorring. De var föräldrar till Gunnar Virgin. Makarna Virgin är begravda på Norra begravningsplatsen utanför Stockholm.

## Utmärkelser

### Svenska utmärkelser
- Kommendör av första klassen av Svärdsorden, 1 december 1903.[2]
- Riddare av första klassen av Svärdsorden, 1891.[3]
- Riddare av första klassen av Vasaorden, 1889.[4]

### Utländska utmärkelser
- Storkorset av Rumänska kronorden, 1908.[5][6]
- Kommendör av första graden av Danska Dannebrogorden, 1908.[5][6]
- Kommendör av andra graden av Danska Dannebrogorden, tidigast 1901 och senast 1905.[7][8]
- Riddare av Danska Dannebrogorden, tidigast 1881 och senast 1888.[9][10]
- Riddare av andra klassen med kraschan av Preussiska Röda örns orden, 1908.[5][6]
- Kommendör av första klassen av Brittiska Victoriaorden, tidigast 1910 och senast 1915.[11][12]
- Kommendör av andra klassen av Brittiska Victoriaorden, tidigast 1905 och senast 1908.[5][8]
- Kommendör av andra klassen av Norska Sankt Olavs orden, tidigast 1894 och senast 1901.[7][13]
- Tredje klassen av Siamesiska Vita elefantens orden, tidigast 1894 och senast 1901.[7][13]